# Gran Turismo (серія ігор)
Gran Turismo (GT) — серія відеоігор у жанрі гоночного симулятора, розроблена компанією Polyphony Digital. Ігри Gran Turismo, що випускаються на системах PlayStation, призначені для імітації зовнішнього вигляду та характеристик великого вибору транспортних засобів, більшість з яких є ліцензійними репродукціями реальних автомобілів. З моменту дебюту франшизи в 1997 році було продано понад 90 мільйонів одиниць по всьому світу, що зробило її бестселер франшизою відеоігор під брендом PlayStation. У серпні 2023 року на екрани вийшов адаптований фільм, заснований на серії та кар'єрі Яна Марденборо, режисером якого став Нілл Блумкамп.

## Огляд
Серія Gran Turismo розробляється компанією Polyphony Digital та продюсується Кадзунорі Ямаучі. Gran Turismo бере свій початок у 1992 році, коли Кадзунорі Ямаучі з групою з семи осіб розпочав розробку оригінальної гри Gran Turismo, яка зайняла п'ять років.
Привабливість серії Gran Turismo значною мірою зумовлена графікою, великою кількістю ліцензованих автомобілів, увагою до деталей транспортних засобів, точною емуляцією фізики водіння та можливістю налаштування характеристик, звідси і підзаголовок «Справжній симулятор водіння», що увійшов до іконографії франшизи, починаючи з Gran Turismo 4. Поводження з автомобілями змодельовано на основі реальних вражень від водіння, тюнінг базується на принципах фізики, а звук двигуна автомобіля — на записах реальних автомобілів. Гра стала флагманом графічних можливостей консолі PlayStation і часто використовується для демонстрації потенціалу системи.
Хоча Gran Turismo має аркадний режим, більша частина ігрового процесу відбувається в режимі симуляції. Гравці починають з певною кількістю кредитів, зазвичай 10 000, які використовуються для придбання транспортних засобів у кількох магазинах конкретних виробників або (що більш ймовірно на початку) у дилерів вживаних автомобілів, а потім налаштовують свій автомобіль у відповідному магазині запчастин для досягнення найкращих характеристик. Певні події відкриті лише для певних типів автомобілів. Для того, щоб брати участь у більш складних перегонах, була впроваджена система ліцензійного тестування, яка допомагає гравцям розвивати свої навички. Гравці можуть витратити виграні в змаганнях призові гроші на модернізацію наявного автомобіля або купівлю нового, зібравши цілий гараж транспортних засобів.
З моменту запуску Gran Turismo 5 Prologue на PS3 почав розвиватися онлайн-аспект ігрового процесу. GT5 Prologue дозволила користувачам змагатися в онлайні з 16 гравцями на трасі одночасно. Gran Turismo 4 для PS2 була фактично першою грою Gran Turismo з підтримкою онлайн-гри, але онлайн-аспект гри так і не вийшов за межі бета-версії.
За словами Ямаучі, автомобілі в перших двох іграх складалися з 300 полігонів, у Gran Turismo 3 і 4 — з 4 000 полігонів, а «преміум-автомобілі» в Gran Turismo 5 — з 500 000 («стандартні автомобілі» є дещо деталізованими версіями тих, що були в Gran Turismo 4).

З виходом Gran Turismo Sport вона стала першою грою, зосередженою переважно на перегонах лише в онлайні, тоді як в офлайні її можливості обмежені. Проте, Gran Turismo Sport надавала безкоштовний контент після релізу, включаючи автомобілі та траси, а також офлайн-події та виправлення помилок.
Остання гра серії, Gran Turismo 7, була представлена на заході 2020 PS5 Future of Gaming 11 червня 2020 року. Гра була розроблена для PlayStation 4 і PlayStation 5, а її реліз запланований на 4 березня 2022 року. Gran Turismo 7 — перша гра франшизи, яка вийде на кількох консолях.

## Ігри

### Історія гри
Серія Gran Turismo представлена вісьмома основними випусками, два для PlayStation, два для PlayStation 2, два для PlayStation 3 і два для PlayStation 4, один з яких також є на PlayStation 5. Серія також представлена грою для PlayStation Portable та багатьма іншими вторинними релізами для PS2 і PS3

### Релізи

#### Первинні релізи
| Назва | Рік випуску | Платформа                   | Машин  | Траків | Продажів   |
| --- | ----------- | --------------------------- | ------ | ------ | ---------- |
| Gran Turismo | 1997        | PlayStation                 | 140    | 11     | 10,850,000 |
| Gran Turismo 2 | 1999        | PlayStation                 | 650    | 27     | 9,370,000  |
| Gran Turismo 3: A-Spec | 2001        | PlayStation 2               | 181    | 34     | 14,890,000 |
| Gran Turismo 4 | 2004        | PlayStation 2               | 721    | 51     | 11,760,000 |
| Gran Turismo 5 | 2010        | PlayStation 3               | 1,0741 | 813    | 11,950,000 |
| Gran Turismo 6 | 2013        | PlayStation 3               | 1,2472 | 1003   | 5,220,000  |
| Gran Turismo Sport | 2017        | PlayStation 4               | 3384   | 845    | 8,000,000  |
| Gran Turismo 7 | 2022        | PlayStation 4 PlayStation 5 | 420+   | 90+    |            |
| Нотатки: 1. 275 автомобілів «Преміум» і 850 «Стандарт». 2. 388 автомобілів Premium і 838 автомобілів Standard. 3. Додано редактор траків |             |                             |        |        |            |

#### Вторинні релізи
| Назва                                   | Рік випуску | Платформа            | Машин | Траків | Продажів  |
| --------------------------------------- | ----------- | -------------------- | ----- | ------ | --------- |
| Gran Turismo Concept: 2001 Tokyo        | 2001        | PlayStation 2        | 51    |        | 440,000   |
| Gran Turismo Concept: 2002 Tokyo-Seoul  | 2002        | PlayStation 2        |       |        | 90,000    |
| Gran Turismo Concept: 2002 Tokyo-Geneva | 2002        | PlayStation 2        | 100   | 5      | 1,030,000 |
| Gran Turismo 4 Prologue                 | 2003        | PlayStation 2        | 50    | 5      | 1,400,000 |
| Gran Turismo 4 Online (test version)    | 2006        | PlayStation 2        |       |        |           |
| Gran Turismo HD Concept                 | 2006        | PlayStation 3        | 10    |        |           |
| Gran Turismo 5 Prologue                 | 2007        | PlayStation 3        | 70    | 6      | 5,350,000 |
| Gran Turismo                            | 2009        | PlayStation Portable | 833   | 75     | 4,670,000 |

#### Інші релізи
| Назва | Дата випуску         |
| --- | -------------------- |
| Gran Turismo (демо версія) | Кінець 1998 року     |
| На Різдво 1998 року до консолі PlayStation було додано спеціальну рекламну демонстраційну версію Gran Turismo. Демонстрація обмежувалася гонкою в аркадному режимі на трасі Clubman Stage Route 5 з трьома автомобілями (Subaru Impreza WRX, Honda NSX і Chevrolet Corvette), час гонки був обмежений дев'яностома секундами (1 хвилина 30 секунд). В інших регіонах існували інші демо-версії з іншими обмеженнями. |                      |
| |                      |
| Gran Turismo 2 (демо-диск) | 2000 рік             |
| Gran Turismo 2000 — демо-версія гри, що демонструвалася на виставці E3 2000/2001, яка просувала франшизу Gran Turismo, а також можливості PlayStation 2. Через затримку з датою релізу назву фінальної версії гри було змінено на Gran Turismo 3: A-Spec. Демо-версія гри була роздана відвідувачам PlayStation Festival 2000, що дозволило гравцям протягом двох хвилин поїздити на Mitsubishi Lancer Evolution V по автодрому в Сіетлі. |                      |
| |                      |
| Gran Turismo 4 — Toyota Prius (демо-диск) | Середина 2004        |
| Влітку 2004 року Toyota надіслала демонстраційний диск GT4 разом з маркетинговою брошурою для свого гібридного автомобіля Prius 2004 року за запитом клієнтів з їхнього веб-сайту. Демонстраційний диск також був розданий під час презентації Toyota MTRC на Нью-Йоркському міжнародному автосалоні. На демо-диску було представлено лише два автомобілі, а саме Prius та концепт-кар Toyota MTRC. До нього було включено два треки: Fuji Speedway (версія 90-х років) та ралійний трек Grand Canyon, але кожен з них був обмежений двома хвилинами ігрового часу. Toyota припинила пропонувати демо-диски, коли кількість запитів на маркетингову брошуру стала непропорційною реальному інтересу до їхніх автомобілів. Диск став предметом колекціонування для власників Prius і досі іноді продається на аукціоні eBay. Гра працювала на модифікованому движку GT4P. |                      |
| |                      |
| Gran Turismo 4 — BMW 1-Series (демо-диск) |                      |
| У ньому були представлені дві моделі BMW 1 серії (120i і 120d), а також три траси Gran Turismo 4 — включаючи Нюрбургринг (час проходження цієї траси був обмежений трьома хвилинами). Клієнти BMW у Великобританії, які замовили автомобілі 1-ї серії до офіційної дати їх випуску, були запрошені на закритий захід на автодромі Рокінгем у Нортгемптонширі. На виході з заходу всі гості отримали пакет з демо-диском. Гра працювала на модифікованому дорелізному двигуні GT4. |                      |
| |                      |
| Gran Turismo 4 — Nissan Micra Edition (демо-диск) |                      |
| З випуском Nissan Micra, компанія Nissan розповсюдила прес-кіт для кожного концесіонера в декількох країнах Європи з метою просування автомобіля. Цей прес-кіт включав кілька фотографій, інформаційний буклет для преси та три диски. Один з дисків, що входив до цього набору, є офіційною демо-версією Gran Turismo під назвою Nissan Micra Edition. |                      |
| |                      |
| Gran Turismo — Nissan 350Z Edition (демо-диск) |                      |
| Як і Nissan Micra Edition, цей диск також входить до одного з багатьох прес-кітів, доступних для Nissan 350Z у США. Підтвердження існування європейської версії немає. Прес-кіт, що містить демо-версію гри, поставляється з двома іншими дисками у сріблястій папці. До нього також входить додатковий буклет з інформацією та фотографіями Nissan 350Z. Гра працює на модифікованому движку Gran Turismo Concept, а тривалість заїздів обмежена 150 секундами. Доступною трасою був лише Лазурний берег, недоступний у Gran Turismo Concept, але доступний у Gran Turismo 3: A-Spec. |                      |
| |                      |
| Gran Turismo Academy Time Trial (демо) | 17 грудня, 2009 року |
| Вперше в історії франшизи було використано трасу Індіанаполіс GP Circuit, а також тюнінгований і стандартний Nissan 370Z. Метою випробувань на час було, як і першого етапу Академії GT 2010 року, знайти двох найкращих гонщиків Gran Turismo, які в кінцевому підсумку змагатимуться за кермом справжнього гоночного боліда в реальній гоночній серії. Демонстрація продемонструвала нову фізичну модель і деякі графічні покращення GT5 Prologue, але також зазнала критики. Її основною метою було стати першим етапом Академії GT 2010 року, а не демонстрацією майбутньої Gran Turismo 5. |                      |
| |                      |
| Tourist Trophy | 26 січня, 2006 року  |
| Tourist Trophy — це гра про гонки на мотоциклах. Її розробила компанія Polyphony Digital. Вона значною мірою створена на основі рушія гри Gran Turismo 4. Tourist Trophy — одна з чотирьох ігор для PlayStation 2, які підтримують роздільну здатність 1080i, інші — Gran Turismo 4, Valkyrie Profile 2: Silmeria та Jackass: The Game. Polyphony Digital повторно використала фізичний рушій, графічний інтерфейс користувача та всі схеми, окрім однієї, з Gran Turismo 4. Однак кількість гонщиків зі штучним інтелектом (керованих комп'ютером опонентів) було зменшено з п'яти в серії Gran Turismo до трьох. У Tourist Trophy також використовується функція ліцензійної школи, яка стала популярною завдяки серії Gran Turismo, а також фоторежим, представлений у Gran Turismo 4. Режим B-spec, який з'явився в Gran Turismo 4, було вилучено з Tourist Trophy.  |                      |
| |                      |
| Gran Turismo для хлопчиків |                      |
| У листопаді 2004 року було анонсовано молодіжну Gran Turismo із запланованою датою виходу на 2005 рік, але гра так і не вийшла в світ. У вересні 2006 року Кадзунорі Ямаучі підтвердив, що гра все ще перебуває в розробці. У квітні 2008 року, обговорюючи плани щодо Gran Turismo 5, Кадзунорі Ямаучі сказав: «Ми сподіваємося зробити Gran Turismo для хлопчиків частиною GT5». У 2013 році в інтерв'ю GTPlanet Кадзунорі Ямаучі сказав, що відеогра Gran Turismo для PSP була втіленням ідеї Gran Turismo for Boys і не було потреби в окремій грі. |                      |

## Супутні товари для Gran Turismo

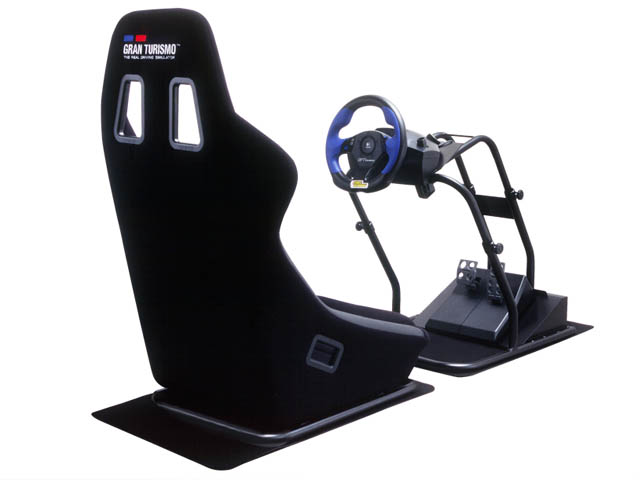
Офіційний комплект Gran Turismo з GT Force та гоночним кокпітом

### Офіційні симулятори
Polyphony Digital співпрацює з виробником периферійних пристроїв Logitech та виробником автозапчастин Sparco, щоб розробити офіційні комплекти симуляторів водіння для франшизи Gran Turismo. Остання новинка отримала назву Driving Force GT. Два інших гоночних колеса сумісні з Gran Turismo.

### Офіційні автомобільні комплекти моделей
У 2009 році компанія HPI Racing, що випускає моделі радіокерованих автомобілів, випустила офіційний зв'язок: HPI E10 RTR Ford GT LM Race Car Spec II, розроблений за мотивами Gran Turismo (200 мм), попередньо зібраний офіційно ліцензований комплект радіокерованого автомобіля, який виглядає точно так само, як автомобіль обкладинки для Gran Turismo 4 . У планах на майбутні випуски — випустити більше наборів, які відтворюватимуть інші автомобілі для обкладинки Gran Turismo.

### Кафе Gran Turismo
У 2009 році на автодромі Twin Ring Motegi відкрилося кафе.

### Найменування вулиць
На честь включення автодрому Mount Panorama Circuit в гру Gran Turismo 6 місто Батерст в Австралії в грудні 2013 року відкрило нову вулицю під назвою Gran Turismo Drive. Мер Батерста Гері Раш сказав: «Проїхати коло на нашому всесвітньо відомому автодромі — це досвід, який змінює життя для тих, хто має таку можливість, і Регіональна рада Батерста дуже рада можливості відкрити для себе Маунт-Панораму завдяки запуску Gran Turismo 6».
Також у 2013 році на честь творця серії Кадзунорі Ямаучі була названа вулиця в місті Ронда, Іспанія. Вулиця під назвою Paseo de Kazunori Yamauchi змійкою в'ється навколо Parador de Ronda. За словами мера міста Ронда Марії де ла Пас Фернандес Лобато, «немає сумнівів, що його творчість має величезний культурний резонанс серед людей сьогодні. Він підняв жанр гоночних ігор на новий рівень реалізму, і його творіння є настільки ж мистецтвом, наскільки і технологією. Асоціація Ронди з Gran Turismo також є відображенням того, що наше старовинне місто є сучасним, яскравим місцем для життя і значною мірою частиною 21-го століття».

## Спонсорство та партнерство з автомобільною промисловістю
Серія брала участь у спонсорстві різних спортивних подій та команд, включаючи Super GT, Super Formula, Міжнародне сходження на Пайкс Пік з листопада 2014 року, D1GP з сезону 2008 року, Гонку Чемпіонів 2004 року, перша шикана на прямій Мюльсанна на автодромі Сарт до 2012 року, а також такі гоночні команди/водії, як Prost Grand Prix, Pescarolo Sport, Audi/Oreca, Peugeot, Abt Sportsline, Signatech-Nissan, Audi, Vita4One-BMW Z4, Aston Martin Rapide S, Ігор Фрага, Льюїс Хемілтон та Себастьян Льоб.

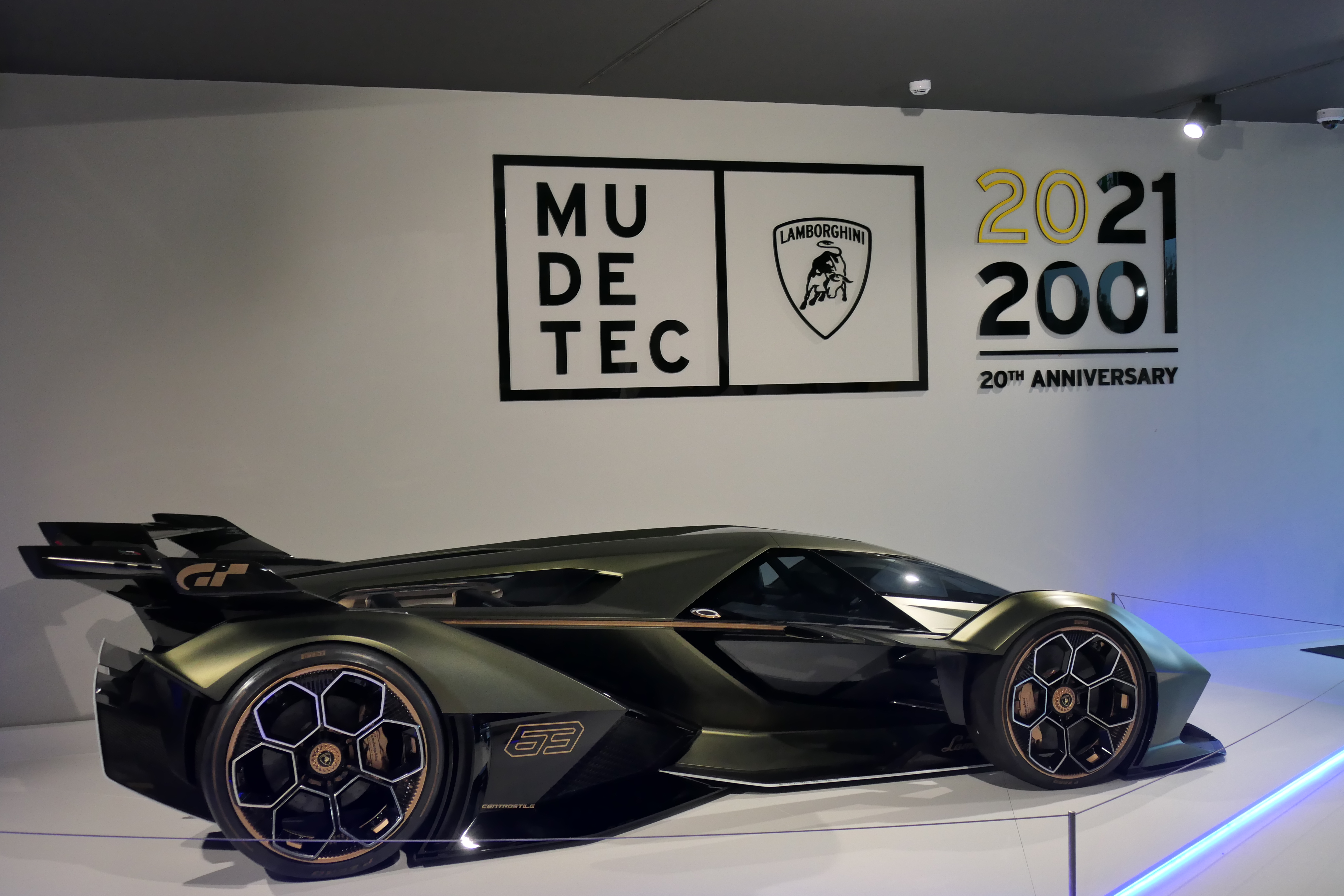
The Lamborghini Lambo V12 Vision Gran Turismo в музеї Lamborghini.

Gran Turismo співпрацює з Japan Race Promotion, Brembo, Michelin, Mazda, Toyota Gazoo Racing, BBS та Fanatec.
Серія співпрацює з Mercedes-Benz, BMW, Mitsubishi, Volkswagen, Nissan, Chaparral, Subaru, Mazda, Infiniti, Alpine, Dodge, Bugatti, Lamborghini, Ferrari та іншими автовиробниками, щоб створити автомобілі майбутнього в рамках проекту Vision Gran Turismo.

У Світовій серії Гран Туризмо беруть участь такі виробники: Alfa Romeo, AMG, Aston Martin, Audi, BMW, Chevrolet, Citroën, Dodge, Ferrari, Ford, Genesis, Honda, Hyundai, Jaguar, Lamborghini, Lexus, Mazda, McLaren, Mitsubishi, Nissan, Peugeot, Porsche, Renault, Subaru, Suzuki, Toyota і Volkswagen.

## Змагання

### GT Академія

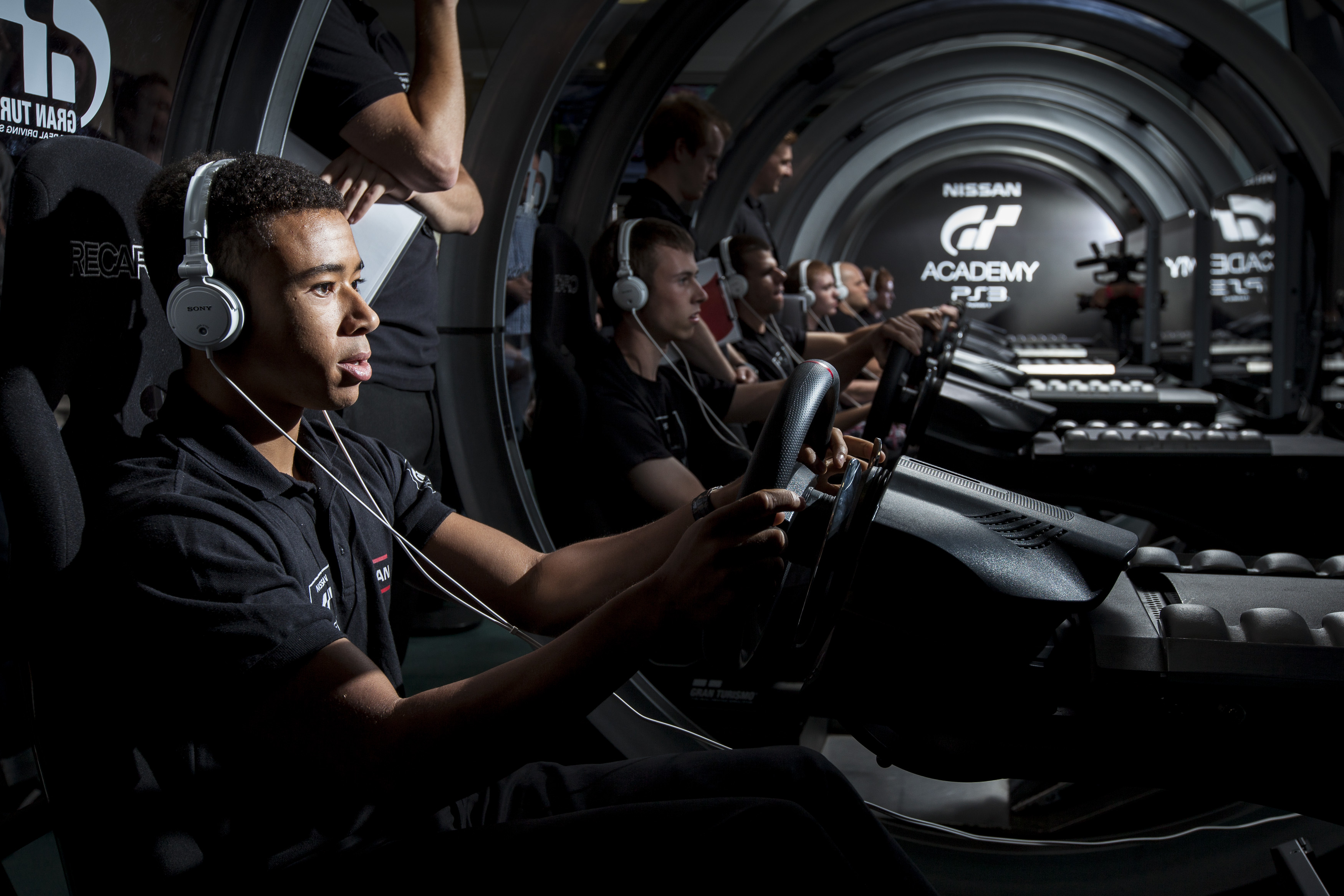
Переможець Академії GT 2011 року Янн Марденборо приєднується до учасників Національного фіналу у Великобританії у 2013 році.

Академія GT була програмою відкриття/розвитку водіїв, ініційованою в рамках партнерства між Sony Computer Entertainment Europe, Polyphony Digital та Nissan Europe. Програма тривала з 2008 по 2016 рік.
Онлайн-відбір проводився в рамках Gran Turismo, а найкращі учасники були запрошені на національні фінали в кожній країні-учасниці. Найкращі переможці з кожної країни були відправлені до гоночного табору в Сільверстоуні, Великобританія, для остаточного відбору. Переможці мали пройти інтенсивну програму розвитку водійських навичок, розроблену компанією Nissan з метою підготовки та отримання ліцензії професійного водія, який зможе брати участь у перегонах по всьому світу. Четверо переможців стануть членами Nismo Global Driver Exchange і візьмуть участь у перегонах «24 години Дубаю», які відбуватимуться в наступних роках. Серед переможців Академії Gran Turismo — Лукас Ордоньєс, Джордан Трессон і Янн Марденборо, які стали професійними гонщиками, що беруть участь у реальних перегонах. Деякі з цих переможців, які зазвичай вважаються «непрофесіоналами», отримали похвалу за те, що вони не поступаються в майстерності водіям з багаторічним досвідом. На основі цих заслуг чотирьом водіям Академії GT було заборонено брати участь у Британських перегонах GT (зокрема, у розділі змагань «джентльмен-водій»).

### Світова серія Gran Turismo
Світова серія Gran Turismo — це серія турнірів з Gran Turismo, що проводяться по всьому світу з 2018 року.

### Олімпійська віртуальна серія
У 2021 році FIA та Міжнародний олімпійський комітет спільно провели Олімпійську віртуальну серію, в якій Gran Turismo Sport стала однією з ігор, що використовувалися для проведення автоспортивних змагань. Віртуальна серія з автоспорту являла собою онлайн-змагання на час, участь у яких відкрита для всіх гравців спортивного режиму Gran Turismo Sport.
У 2023 році було оголошено, що Gran Turismo стане частиною кіберспортивної серії Olympics Esports Series 2023 як автоспортивна подія.  Гра Gran Turismo 7 була використана для проведення першого кіберспортивного турніру Olympic Esports Week у Сінгапурі, який проходив з 22 по 25 червня, а у фіналі переміг француз Кайліан Друмон.

## Рекорди та успіхи
Серія відеоігор Gran Turismo була однією з найпопулярніших за весь час свого існування, приваблюючи аудиторію від казуальних гравців до шанувальників реалістичних гоночних симуляторів.

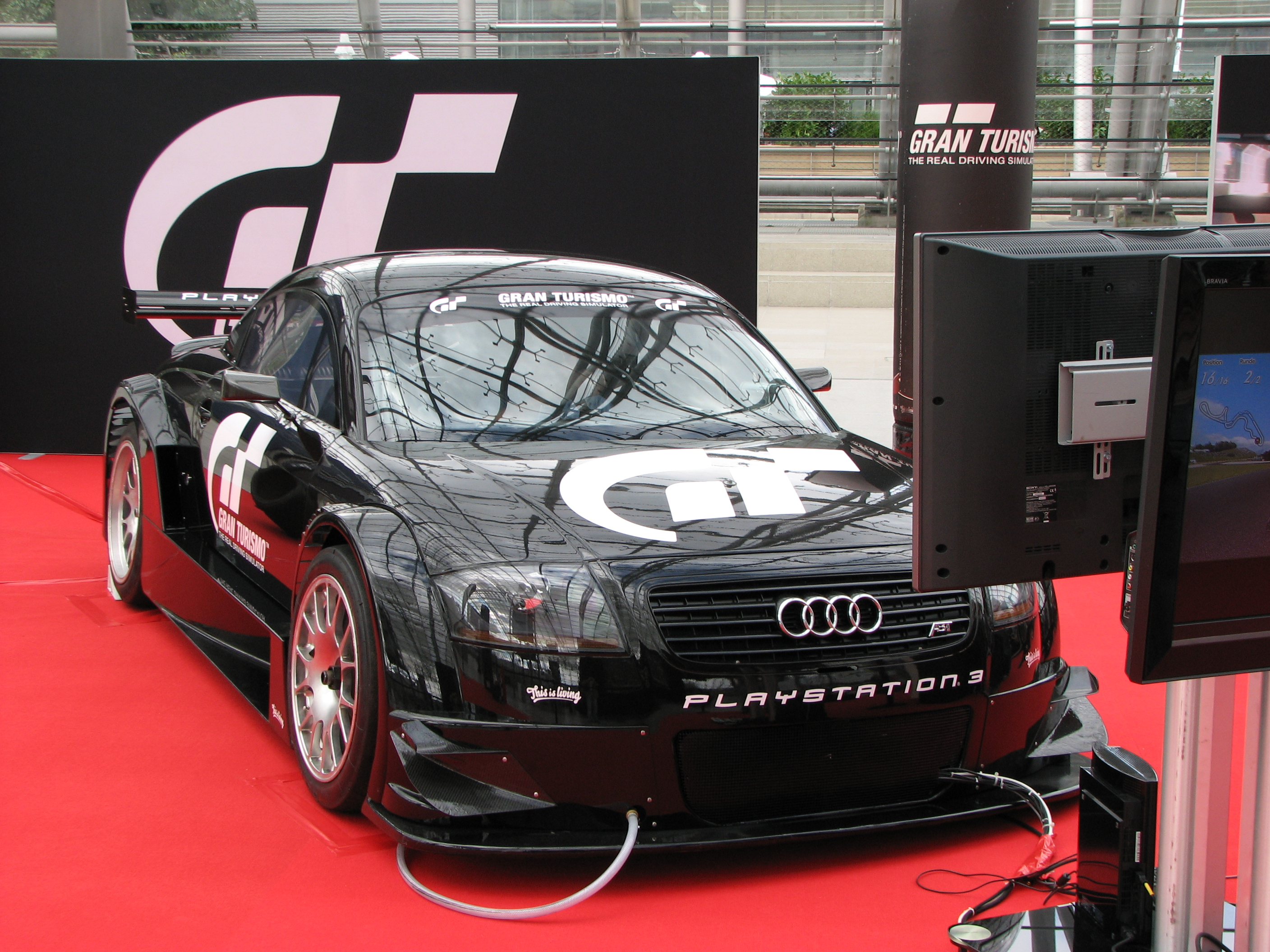
Стенд Gran Turismo 5 Prologue на виставці Games Convention 2008

Завдяки успіху серії Gran Turismo, книга рекордів Гіннеса нагородила серію 7 світовими рекордами в Книзі рекордів Гіннеса: Gamer's Edition 2008. Серед цих рекордів — «Найбільша кількість автомобілів у гоночній грі», «Найпопулярніша гра для PlayStation», «Найстаріший автомобіль у гоночній грі» та «Найбільша інструкція до гоночної гри». Успіх серії призвів до того, що інші студії почали створювати симулятори перегонів, подібні до франшизи. Це почалося з Sega GT, відповіді Sega на франшизу, яка була випущена на недовговічній консолі Dreamcast, а згодом мала продовження на оригінальній Xbox, перш ніж франшиза померла після низького успіху продажів. Пізніше Turn 10 створила серію Forza Motorsport для консолей Xbox, яка згодом вийшла і на Windows, що часто розглядалася як головний конкурент серії Gran Turismo. Серед інших подібних ігор — Driving Emotion Type-S від Square та Enthusia Professional Racing від Konami.
У фінальному випуску офіційного британського журналу PlayStation Magazine, Gran Turismo 2 була обрана 5-ю найкращою грою всіх часів.Видання Edge назвало першу гру однією з 10 найкращих відеоігор за останні 20 років.
У 2005 році корпорація Maeda спільно з Токійським науковим університетом досліджувала можливість створення реальної копії вигаданого автодрому Grand Valley Speedway, що використовується в серії ігор.
Gran Turismo 7 зазнала різкої критики з боку гравців за впровадження мікротранзакцій та системи «плати за гру». Користувацька оцінка на Metacritic станом на 20 березня 2022 року становить 2,2 бала з 10, що є найнижчим користувацьким рейтингом Sony і найнижчою оцінкою в історії ексклюзивів PlayStation на цьому сайті на сьогоднішній день. 
Станом на 16 листопада 2022 року було продано понад 90 мільйонів копій ігор серії Gran Turismo.

## Фільми

### Документальний фільм
На кінофестивалі Jalopnik Кадзунорі анонсував документальний фільм, що охоплює останні 15 років розвитку серії ігор до цього моменту, під назвою KAZ: Pushing The Virtual Divide. Фільм вийшов 22 січня 2014 року на Hulu.

### Адаптація
У 2013 році Sony Pictures оголосила, що розробляє фільм про Gran Turismo, продюсерами якого стануть Майкл Де Лука і Дана Брунетті,  а сценарій напише Алекс Це. У 2015 році Джозеф Косінскі був призначений режисером фільму за новим сценарієм Джона та Еріха Гьоберів. До 2018 року робота над версією Косинського більше не просувалася.
26 травня 2022 року стало відомо, що розробляється нова ітерація фільму «Гран Туризмо», режисером якої має стати Нілл Блумкамп. 14 червня 2022 року було підтверджено, що Бломкамп буде режисером, і оголошено, що фільм вийде на екрани 11 серпня 2023 року. За задумом, це буде неігровий Bildungsroman, що зосереджується на випускнику GT Academy 2011 року Янні Марденборо та його переході від геймера до гонщика. Також було підтверджено, що Джейсон Холл і Зак Бейлін напишуть сценарій. Асад Кизилбаш, Картер Свон, Даг Белград і Дана Брунетті виступлять продюсерами. Девід Харбор зіграє у фільмі роль Джека Солтера, який навчає Марденборо керувати справжнім автомобілем. Арчі Мадекве зіграє Яна Марденборо, а Орландо Блум — Денні Мура. Зйомки розпочалися в листопаді 2022 року в Угорщині, а завершилися в грудні. Даррен Барнет зіграє гонщика, який посідає перше місце в академії GT і який не в захваті від успіхів Марденборо.Джимон Гонсу та Джері Галлівелл зіграють батьків Марденборо, а Даніель Пуїг — його брата, Йоша Страдовскі— суперника Марденборо та Томас Кречманн — його батька.